# Art Fund
Art Fund est une association caritative britannique privée dont l'objectif est de lever des fonds pour aider des musées à acquérir des œuvres d'art, pour que tout le monde puisse en profiter.

## Historique
Le Art Fund est créée en 1903 par des artistes et des dirigeants d'entreprise (dont Christiana Herringham, DS MacColl et Roger Fry) sous le nom National Art Collections Fund, en réponse aux manques de moyens du gouvernement pour soutenir les musées du pays. Dès sa première réunion, le Art Fund compte 308 membres et £700 de fonds. Le Art Fund acquiert le Nocturne en bleu et or - le Vieux Pont de Battersea de James McNeill Whistler en 1905, le Vénus à son miroir de Diego Vélasquez en 1906, et le Portrait de Christine de Danemark d'Hans Holbein le Jeune en 1909 pour £72,000. En 1906, le roi Édouard VII devient le premier patron royal de l'association.
En 1913, le Art Fund acquiert Les Bourgeois de Calais et accueille Auguste Rodin à Londres. En 1914, le Vénus à son miroir est vandalisé par la suffragette Mary Richardson. En 1922, le nombre de membres dépasse la barre des 3.000, puis plus de 6.500 en 1927. En 1930, le Art Fund lance sa première campagne publicitaire dans le métro londonien. En 1940, les budgets gouvernementaux dédiés aux acquisitions d'art sont coupés, faisant du Art Fund l'une des rares solutions dans le pays pour acquérir des œuvres d'art.
En 1945, le Art Fund contribue à l'acquisition du Venus Verticordia de Dante Gabriel Rossetti.
En 2010, Stephen Deuchar, le directeur à l'œuvre dans la transformation du National Gallery of British Art en Tate Britain, est nommé directeur du Art Fund, en remplacement de David Barrie qui occupa le poste pendant 17 ans.
En 2017, le Art Fund lance le Student Art Pass pour ouvrir les musées britanniques aux étudiants (£5/an au lieu de £67/an). 17.000 étudiants y souscrivent. En 2018, le Art Fund annonce la création de 500 postes de guides pour les jeunes. En février 2018, le Art Fund publie un rapport dressé par David Cannadine qui alerte sur la baisse de 13% des dépenses gouvernementales sur les acquisitions d'art sur la dernière décennie.

## Gouvernance
- Président : Baron Smith de Finsbury depuis 2014
- Directeur général : Stephen Deuchar depuis 2010